# Мастерс, Сибилла

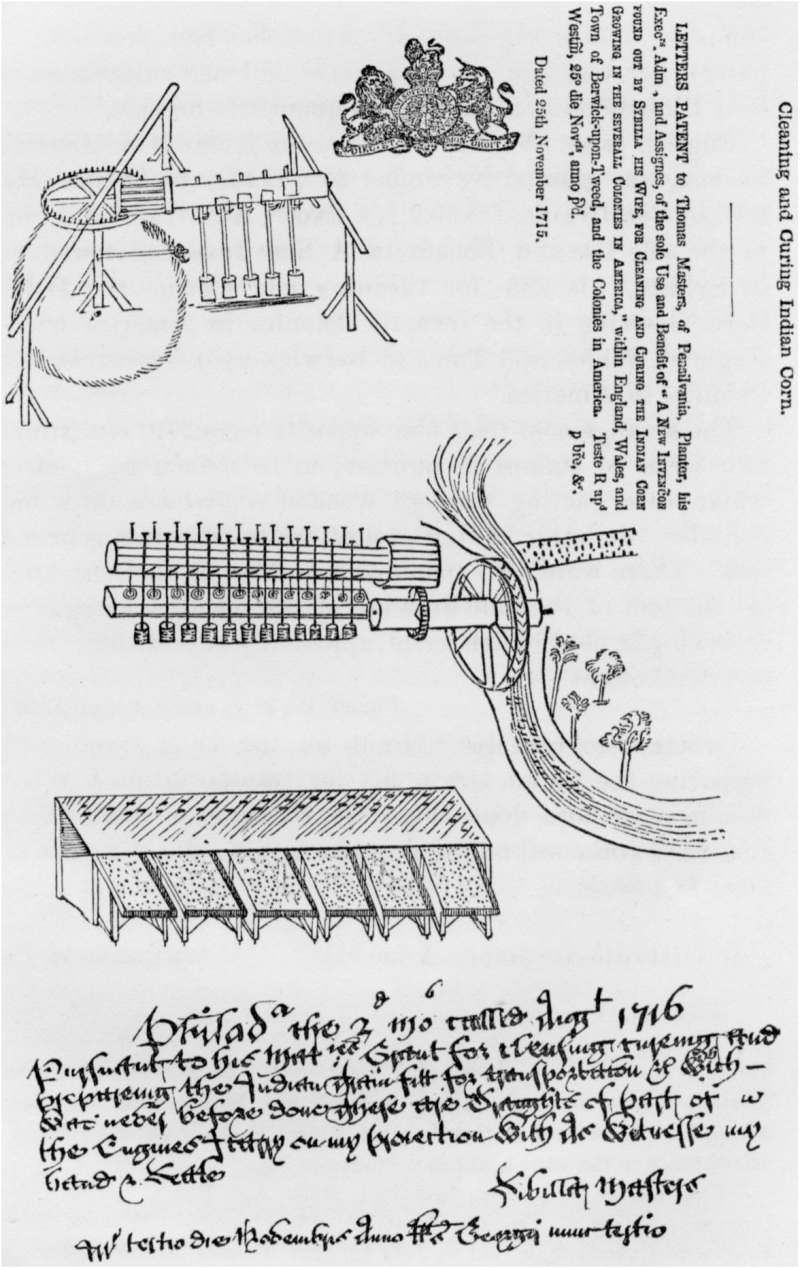
Патент на изобретение Сибиллы Мастерс.

Сибилла Мастерс (англ. Sybilla Masters, 1675—1720, в девичестве Райтон) — американская изобретательница, родившаяся в семье квакеров.

## Изобретения
Понаблюдав за работой индейских женщин, она придумала новый способ превращать кукурузу в кукурузную муку. Её кукурузная мельница вместо традиционных колес использовала молотки. Так как Пенсильвания в то время не выдавала патенты, Сибилла поехала в Англию для того, чтобы получить патент на свою идею, однако, по действующим тогда законам женщинам запрещалось иметь свою собственность, в том числе и интеллектуальную. Такая собственность, как правило, принадлежала либо отцу женщины, либо её мужу. В 1715 году патент на её изобретение все же был выдан, но в документе тогда было указано имя её мужа, Томаса Мастерса.
Сибилла получила патент в Америке, и, вероятно, была первой изобретательницей страны.
Законы о собственности того времени не позволяли женщинам приобретать патенты на свои изобретения. Женщины также реже получали и получают техническое образование, которое помогло бы им генерировать гениальные идеи и делать из них реальный продукт. Многие из них сталкивались с предрассудками и насмешками, когда искали помощи у мужчин в реализации своих идей.
Позднее Мастерс подала заявку на второй патент — свою технологию изготовления соломенных шляп. В 1716—1717 годах Мастерс руководила магазином в Лондоне, где торговала предметами одежды, созданными из материалов собственного производства. Позже изобретательница вернулась в Филадельфию, где вместе с мужем построила мельницу по собственной технологии.

## Семья
Вышла замуж за Томаса Мастерса, состоятельного господина из Филадельфии. У них было семеро детей, из которых выжили только четверо.